# Holandia na Letnich Igrzyskach Olimpijskich 1976

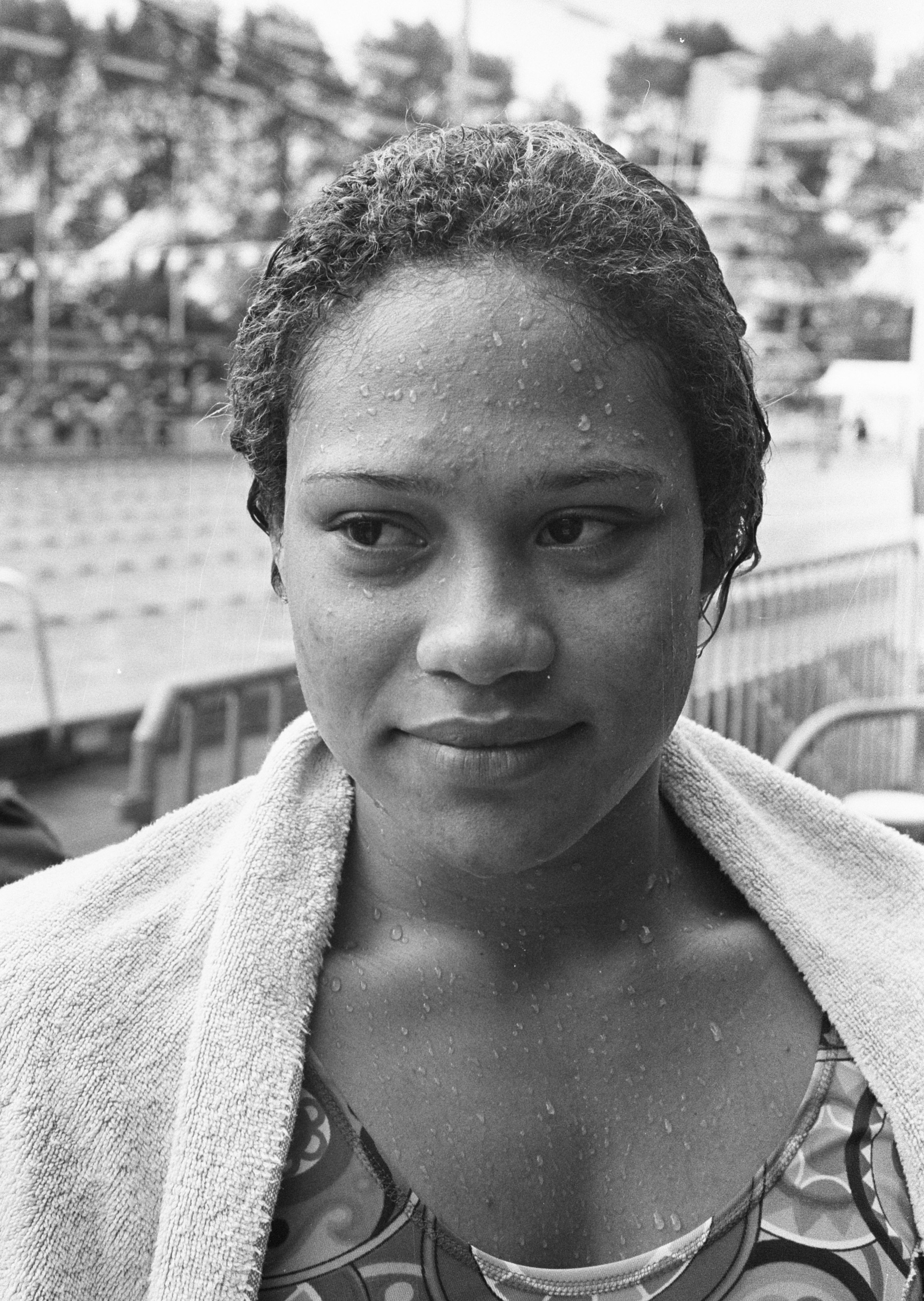
Enith Brigitha, zdobywczyni dwóch brązowych medali

Holandię na Letnich Igrzyskach Olimpijskich 1976 reprezentowało 109 zawodników: 72 mężczyzn i 36 kobiet. Był to 20. start reprezentacji Holandii na letnich igrzyskach olimpijskich.

## Zdobyte medale
| Medal  | Zawodnik | Dyscyplina  | Konkurencja                        |
| ------ | --- | ----------- | ---------------------------------- |
| Srebro | Herman Ponsteen | Kolarstwo   | Wyścig indywidualny na dochodzenie |
| Srebro | Eric Swinkels | Strzelectwo | Skeet                              |
| Brąz   | Enith Brigitha | Pływanie    | 100 m stylem dowolnym              |
| Brąz   | Enith Brigitha | Pływanie    | 200 m stylem dowolnym              |
| Brąz   | Alex Boegschoten Ton Buunk Pieter Karel de Zwarte Andy Hoepelman Evert Gerrit Kroon Nico Landeweerd Hans Smits Gijze Stroboer Hendrik Adriaan Toonen Hans van Zeeland Jan Evert Veer | Piłka wodna | Piłka wodna                        |